# Colégio Imaculada Conceição
O Colégio Imaculada Conceição é uma escola brasileira localizada na cidade de Penedo, no estado de Alagoas. Foi fundado em 13 de abril de 1913. O CIC tem se destacado por ser o colégio com as melhores notas no Exame Nacional do Ensino Médio da cidade por vários anos consecutivos. 
O Colégio Imaculada Conceição faz parte de uma rede de colégios mantida pela Congregação das Irmãs Franciscanas Hospitaleiras da Imaculada Conceição (CONFHIC), criada em 1871, com sede geral em Lisboa, em Portugal. A sede da congregação no Brasil fica em Salvador, no estado na Bahia.
A rede é composta pelos colégios:
- Colégio Imaculada Conceição, em Penedo, Alagoas;
- Colégio Sagrado Coração de Maria, em Mossoró, no Rio Grande do Norte;
- Colégio Nossa Senhora das Graças, em Propriá, Sergipe;
- Colégio Sagrado Coração de Jesus, em Estância, Sergipe;
- Colégio Patrocínio de São José, em Aracaju, Sergipe;
- Colégio Normal São Francisco de Assis, em Arapiraca, Alagoas;
- Instituto Educacional Nossa Senhora de Fátima, em Campo Formoso, Bahia.
- Colégio Berlaar Imaculada Conceição, em Montes Claro, Minas Gerais